# Birubala Rabha
Birubala Rabha, née en 1954 à Thakurvila (Goalpara, Assam) et morte le 13 mai 2024 à Guwahati (Assam), est une personnalité indienne liée à la défense des droits de l'homme.

## Biographie
Birubala Rabha naît en 1954 à Thakurvila.
Elle consacre sa vie à la lutte contre la chasse aux sorcières en Assam. Elle est décorée du Padma Shri par le gouvernement central en 2021 et est nommée pour le prix Nobel de la paix en 2005.
Birubala Rabha succombe à une défaillance multiorganique le 13 mai 2024 à Guwahati (Assam).